# Eugenio Coronado Miralles
Eugenio Coronado Miralles (València, 1959) és un químic i físic valencià especialitzat en nous materials amb propietats elèctriques, magnètiques i òptiques.

## Biografia
És doctor en Ciències Químiques per la Universitat de València, on és catedràtic des del 1993, i doctor en Ciències Físiques per la Université Louis Pasteur (ULP) - Strasbourg I. És director de l'Institut de Ciència Molecular a la Universitat de València.

## Recerca
Les línies de recerca d'Eugenio Coronado són:
- Disseny, síntesi química, caracterització i modelització de molècules i materials d'interès en magnetisme molecular i altres nanotecnologies: Materials magnètics moleculars, nanoimants unimoleculars, conductors i superconductors moleculars, materials moleculars multifuncionals).
- Processament d'aquestes molècules com a pel·lícules de Langmuiir-Blodgett, monocapes autoassemblades, multicapes magnètiques, pel·lícules primes de polímers conductors, nanopartícules, etc.
- Disseny de molècules i materials d'interès en electrònica molecular: dispositius basats en molècules i polímers emissors de llum (OLEDs), cèl·lules solars orgàniques, entre molts altres.[1]

### Projectes europeus
- 2010 - Obtenció de l'Advanced Grant de l'European Research Council per al projecte Magnetic Molecules and Hybrid Materials for Molecular Spintronics[2]

## Premis
- 1997 - Premi Nacional de Recerca Cientificotècnica Rei Joan Carles I
- 2003 - Càtedra Van Arkel de la Universitat de Leiden
- 2003 - Premi Rei Jaume I de Noves Tecnologies[3]
- 2004 - Fellow de la Royal Society of Chemistry.
- 2009 - Premi Nacional d'Investigació Enrique Moles, atorgat pel Ministeri de Ciència i Innovació.